# アントニー・コスタ

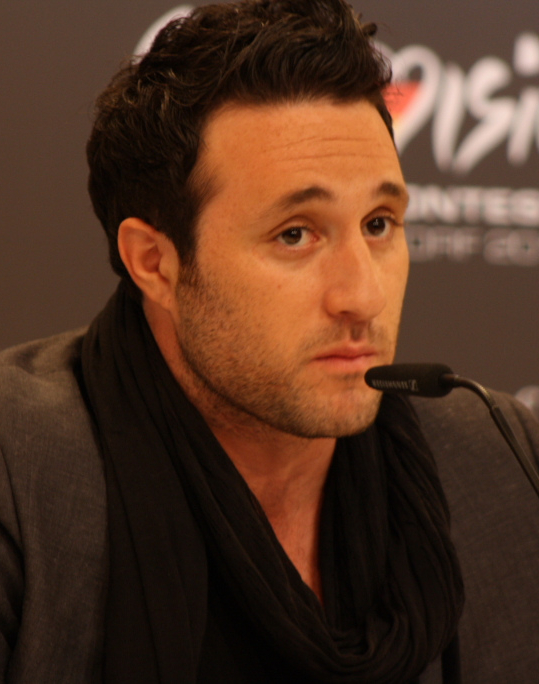
Antony Costa

アントニー・ダニエル・コスタ（Antony Daniel Costa、1981年6月23日 - ）はイギリス人歌手・俳優。グレーター・ロンドン生まれ。人気グループ、ブルーのメンバー。

## 来歴
ギリシャ系キプロス人である父とユダヤ系の母を持つアントニーは姉と兄を持つ。2004年3月10日に離婚した妻との間に第一子が生まれた。同年に新しく欧州連合のメンバーになった10カ国を祝う席（キプロスを含む）に出席し、当時イギリス首相であったトニー・ブレアと初対面を果たした。
2005年にUKの大人気シリーズ番組、"I'm a Celebrity, Get Me Out of Here!"に出演。
2006年2月にファースト・シングル、"Do You Ever Think Of Me"をリリース。UKチャート19位を記録する。同年6月にローナン・キーティングなどイギリスの著名な人と共にヌード写真を発表。
7月3日にデビュー・アルバム、"Heart Full Of Soul"がリリースされたがUKチャートにランクインすらできず、契約していたレーベル(Globe Records UK)と解約することになる。
2006年4月10日から翌年2月にかけてミュージカル、ブラッド・ブラザーズの主演、ミッキー役を見事に演じ、俳優業にもチャレンジしはじめた。それが功を奏し、2007年3月からはブギー・ナイツに出演。2008年からはジョルジオ・アルマーニの専属モデルを務めている。
2008年2月と3月にデビュー・アルバムのツアーを決行し、そこでは2008年にリリースされる予定の新曲も披露された。

## Discography

### Albums
- 2006 Heart Full of Soul (Globe Records)

### Singles
- Do You Ever Think Of Me (2006)- UKチャート19位